# 聡子内親王 (後三条天皇皇女)
聡子内親王（そうしないしんのう、1050年（永承5年） - 1131年9月26日（天承元年9月4日））は、平安時代中期から後期の皇族。後三条天皇の第1皇女で、母は滋野井御息所藤原茂子（藤原能信養女）。白河天皇の同母姉で、実仁親王・輔仁親王の異母姉。『扶桑略記』『十三代要略』では1069年（治暦4年、延久元年）6月19日に一品宮・准三后に叙せられたと伝えられる。1073年（延久5年）に父である後三条天皇の崩御に際して仁和寺へと出家したことから、仁和寺一品宮と呼ばれた。
異母弟である実仁親王・輔仁親王の母の源基子は、もともと聡子内親王付きの女房として宮中に仕えており、このとき後三条に見初められている。『中右記』では後三条院が死去したのちも基子や輔仁親王と行動した様子が伝えられることから、彼らの後見役を担っていたとも考えられる。